# Juliusz Żakowski

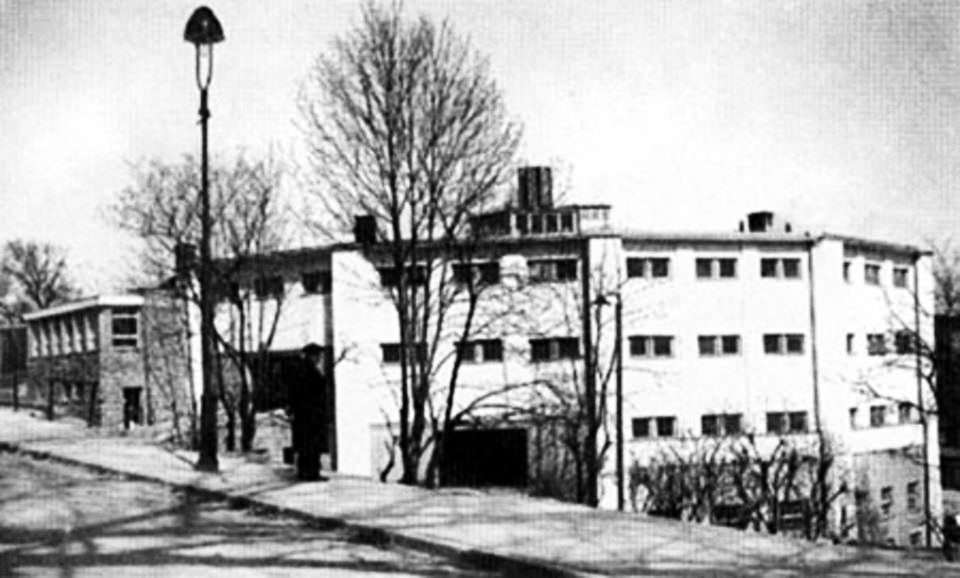
Garaż Chevroleta na Dynasach w Warszawie, 1937

Juliusz Ryszard Żakowski (ur. 15 lutego 1893 ur. Ostrowcu Świętokrzyskim, zm. 26 sierpnia 1970) – polski architekt, urbanista, wykładowca akademicki i urzędnik państwowy.

## Życiorys
Jego rodzicami byli Jan i Paulina. W 1912 zdał polską maturę w Miejskiej Szkole Handlowej w Radomiu, a w 1913 – rosyjską w Szkole Handlowej w Wilnie. W tym samym roku rozpoczął także studia na Wydziale Architektonicznym Politechniki Lwowskiej. Przerwał naukę wskutek powołania do wojska. Po odzyskaniu niepodległości przez Polskę w 1918 wstąpił do nowo formowanego Wojska Polskiego. Służył w 4. Pułku Piechoty Legionów. W 1920 został zdemobilizowany w stopniu sierżanta.
Następnie kontynuował studia architektoniczne na Politechnice Warszawskiej. W 1922 uzyskał dyplom inżyniera architekta. Pozostał na uczelni do 1926, pracując na stanowisku starszego asystenta. Wtedy założył własną pracownię architektoniczną, którą prowadził z przerwami do 1938. Zasiadał też w zarządzie Warszawskiej Spółdzielni Mieszkaniowej „Rakowiec”. W latach 1929–1931 pracował na stanowisku kierownika technicznego Społecznego Przedsiębiorstwa Budowlanego Warszawa-Żoliborz. Od października 1934 do kwietnia 1936 był również kierownikiem Biura Planu Regionalnego Podhala i Beskidów Zachodnich, a w 1939 – pracowni architektonicznej ZUS. W owym czasie publikował także artykuły branżowe w miesięczniku „Przegląd Budowlany”.
Tuż przed agresją Niemiec na Polskę został zmobilizowany i 12 sierpnia 1939 skierowany do grupy fortyfikacyjnej. Po kampanii wrześniowej znalazł się w Eger na Węgrzech, gdzie 20 października 1939 został internowany. W 1940 przedostał się najpierw do Francji, a po jej klęsce – do Wielkiej Brytanii. Od sierpnia 1941 pracował w referacie spraw mieszkaniowych w Ministerstwie Handlu w Londynie. W latach 1943–1945 był w nim kierownikiem działu budownictwa i robót publicznych. Zajmował się wówczas także działalnością społeczną. Organizował kursy techniczne dla polskich żołnierzy i był współzałożycielem polskiego wydziału architektury na Uniwersytecie Liverpoolskim.
Po zakończeniu II wojny światowej powrócił do Polski i już w 1945 wstąpił do PSL, a w 1949 – do PZPR. Niedługo po przyjeździe otrzymał powołanie na stanowisko podsekretarza stanu (wiceministra) w Ministerstwie Odbudowy. Następnie taki sam urząd sprawował w ministerstwach: Budownictwa oraz Budownictwa Miast i Osiedli.

### TUP i SARP
Oprócz pracy zawodowej działał w zrzeszeniach branżowych. W styczniu 1923 razem z grupą architektów inspirowaną przez Oskara Sosnowskiego założył Towarzystwo Urbanistów Polskich (TUP). W 1929 wybrano go na członka Komisji Rewizyjnej. Już po okupacji niemieckiej Polski od 1958 do 1961 piastował stanowisko prezesa TUP.
W 1931 zapisał się do Stowarzyszenia Architektów Polskich (SAP). Następnie po zjednoczeniu konkurujących ze sobą organizacji został członkiem Stowarzyszenia Architektów Rzeczypospolitej Polskiej (SARP). W latach 1936–1937 należał do Zarządu Okręgowego. Po okupacji w okresie 1945–1946 był członkiem prezydium Zarządu Głównego. Od 1952 do 1954 już w przemianowanym Stowarzyszeniu Architektów Polskich pełnił funkcję przewodniczącego Głównej Komisji Weryfikacyjnej SARP.

### Śmierć
Zmarł w wieku 77. lat. Został pochowany na cmentarzu Powązkowskim w Warszawie (kwatera 280, rząd 4, miejsce 15).

## Dokonania
- Szereg obiektów osiedla WSM „Żoliborz” w Warszawie – współpraca: Zasław Malicki
- Morski Instytut Rybacki w Gdyni – współautor: Leonard Tomaszewski
- Przebudowa rotundy na garaż i warsztaty naprawcze Chevroleta w Warszawie na Dynasach przy ul. Oboźnej (1937) – współautor: Zasław Malicki

### Konkursy
- Projekt Muzeum Morskiego w Gdyni (1937) – współautorzy: Leonard Tomaszewski i Stanisław Fiszer (nagroda)[5]